# التهاب اللثة

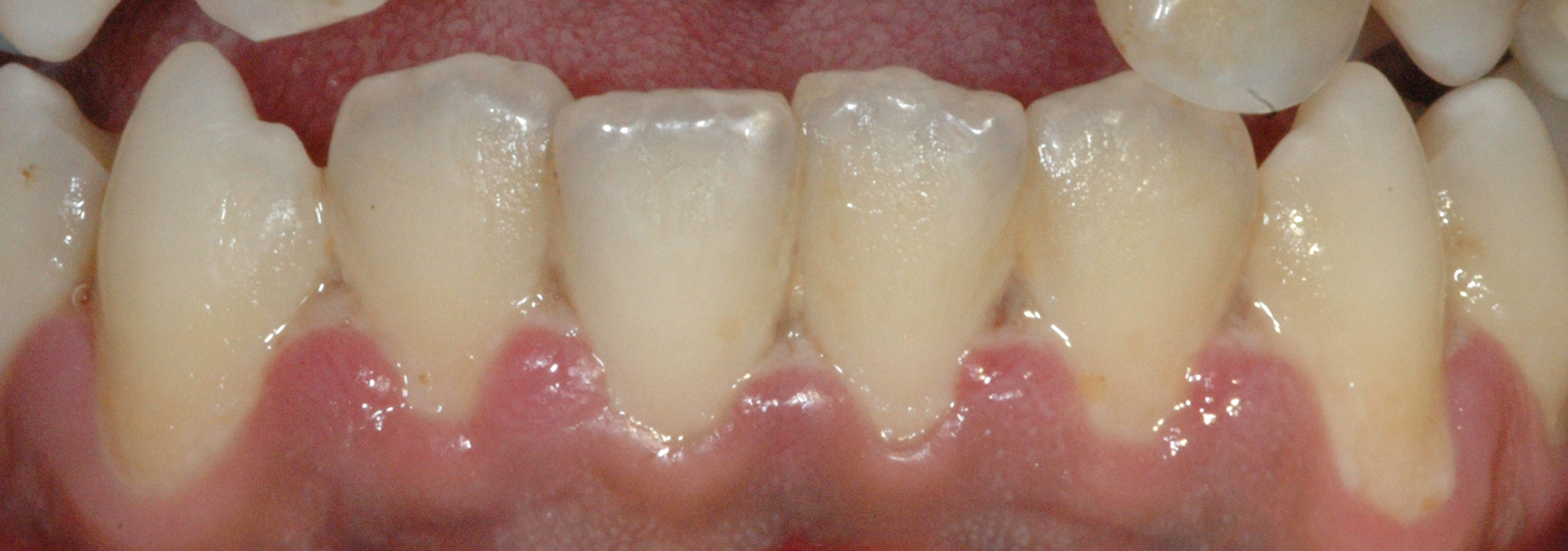
أسنان مصابة

التهاب اللّثّة  هو مرض غير مدمر يسبب التهاب باللثة ويعد من أمراض اللّثّة و دواعم الأسنان الأكثر شيوعًا. سبب الالتهابات هو تكوّن بيوفيلمات بكتيريّة على سطح الأسنان تسمّى باللويحات السنية، معروفة بـ ( بلاك / dental plaque). تعتبر البلاك المسبب الرئيسي لأمراض اللثة (الجدير بالذكر إنه هناك فارق بين البلاك والجير، الجير يعتبر تراكمات من البلاك المتصلب / بمعنى الجير يتكون من بلاك لم يتم تنظيفه) فيجب إزالة التراكمات القلحية أو جير الأسنان بشكل مستمر حيث أنها تعتبر مكاناً مناسباً لنمو وتثبيت الجراثيم.
في حين أن بعض حالات التهاب اللثة لا تتطور أبدًا إلى التهاب دواعم الأسنان ، لكن دائمًا ما يسبق التهاب دواعم الاسنان التهاب لثة.
التهاب اللثة قابل للعلاج مع نظافة الفم الجيدة ؛ ومع ذلك، من دون معالجة، يمكن أن يتطور التهاب اللثة إلى التهاب دواعم الاسنان، حيث يؤدي التهاب اللثة إلى تدمير الأنسجة و تآكل العظم حول الأسنان. في النهاية يمكن أن يؤدي التهاب اللثة إلى فقدان الأسنان.

## التصنيف
وفقًا لما حددته ورشة العمل العالمية لعام 1999 في تخصص اللثة الإكلينيكية، هناك فئتان رئيسيتان من أمراض اللثة، كل منها يحتوي على مجموعات فرعية متعددة:
أمراض اللثة التي يسببها البلاك
1. التهاب اللثة المرتبطة بالبلاك فقط
2. أمراض اللثة المرتبطة بعوامل جهازية
3. أمراض اللثة المرتبطة بالأدوية
4. أمراض اللثة المرتبطة بسوء التغذية

أمراض اللثة التي لا يسببها البلاك
1. أمراض اللثة من أصل بكتيري محدد
2. أمراض اللثة ذات المنشأ الفيروسي
3. أمراض اللثة من أصل فطري
4. أمراض اللثة من أصل جيني
5. مظاهر مرض لثة بسبب ظروف جهازية
6. الآفات الرضحية (الناتجة عن أذى)
7. ردود أفعال جسم غريب

هناك تصنيف اخر:
1. التهاب اللثة الحاد (acut inflammation of the gum)
2. التهاب اللثة المزمن (chronic inflammation of the gum)
3. انحسار اللثة
4. التهاب اللثة الطفيف (slight inflammation of the gum)

## العلامات والأعراض
إن أعراض التهاب اللثة هي إلى حد ما غير واضحة وتظهر في أنسجة اللثة كعلامات الالتهاب الكلاسيكية:
- تورّم اللثة
- لثة حمراء أو بنفسجية اللون
- لثة طرية أو مؤلمة عند اللمس
- نزيف اللثة أو النزف بعد تنظيف الأسنان بالفرشاة

بالإضافة إلى ذلك فإن التنقير الذي يوجد عادةً على أنسجة اللثة عند بعض الأفراد غالباً ما يختفي وقد تبدو اللثة ناعمة عندما تصبح أنسجتها منتفخة وتمتدّ فوق الأنسجة الضامة الملتهبة. هذا التراكم قد يسبّب رائحة كريهة في الفم.
يتحول لون اللثة عند التهابها إلى اللون الأحمر اللامع المحتقن وكلما زاد الالتهاب تغير اللون إلى الأحمر القاني ثم المشرب بالأزرق ثم الأزرق الغامق وأحياناً يتغير اللون في بعض الأمراض مثل فقر الدم حيث يصبح باهتاً وفي مرض السكري تكون متورمة وحمراء.
- من أهم علامات التهاب اللثة تورمها ونزفها خصوصاً عند التنظيف بالفرشاة.
- وجود رائحة كريهة غير مستحبة عند التنفس (بخر الفم).
- وجود تقيحات وصديد على اللثة.
- قد يتطور التهاب اللثة من التهاب الحواف البسيط إلى التهاب يصيب الأنسجة الداعمة ويؤدي إلى تأكل العظم.
- التهاب الأنسجة الداعمة قد يؤدي إلى تراجع اللثة وتعري الجذور مما يسبب ازدياد حساسية الأسنان.
- قد يصل تأكل العظم إلى مرحلة متقدمة تفقد معها الأسنان ثباتها داخل عظام الفك وتتخلخل.

## الأسباب
ترك الأسنان دون الاهتمام بنظافتها لفترة طويله يؤدي إلى تكون وتراكم (البلاك) على الأسنان واللثة والذي يعتبر هو السبب الرئيسي في حدوث التهاب اللثة .
هناك عوامل أخرى تزيد من قابلية الإصابة بأمراض اللثة.
- مرض السكري.
- التدخين.
- العوامل الوراثية.
- بعض أنواع الأدوية.
- أمراض نقص المناعة.
- عدم العناية بتنظيف الفم والأسنان.

## التشخيص
انحدار اللثة، أي تكون اللثة منخفضة عن مستواها الطبيعي، بحيث يبان الجزء المخفي من السن " الجذر"
الأسنان قابلاً للحركة
نزيف في اللثة، وأيضا وجود انتفاخات، ووجود جيوب (في الفراغات الموجودة بين اللثة والأسنان. كلما كانت الجيوب أكبر حجما وأكثر عمقا، كان التهاب اللثة أكثر حدة وخطورة).

## الوقاية
المواظبة على تنظيف الأسنان يومياً باستخدم معجون أسنان وخيط اسنان. مع الحرص على استخدام فرشاة أسنان ذات شعيرات متوسطة أو ناعمة ومع ذلك وجدت دراسة ان استخدام الفرش التي بها خاصية الذبذبة قد يقلل من خطر التهاب اللثة مقارنة بالفرشاة اليدوية. ينصح بـزيارة طبيب الأسنان مرة كل 6 أشهر لفحص شامل لصحة الأسنان واللثة.

## العلاج
محور العلاج هو إزالة البلاك. ويهدف العلاج إلى الحد من بكتيريا الفم، ويمكن أن يأخذ شكل زيارات دورية منتظمة إلى طبيب الأسنان بالإضافة إلى الاهتمام بـالرعاية الصحية المناسبة للفم. يمكن استخدام العديد من الطرق المستخدمة في الوقاية من التهاب اللثة لعلاج التهاب اللثة الواضح مثل:
- تقليح الأسنان وكشط الجذر
- كشط الأنسجة
- استخدام غسول للفم المحتوي على الكلورهيكسيدين أو بيروكسيد الهيدروجين.

وجدت الأبحاث ان المكونات النشطة التي تقلل البلاك وتثبت فعالية الحد من التهاب اللثة على مدى فترة من الزمن" هي مادة التراي كلوسان (triclosan digluconate) , الكلورهيكسيدين، ومزيج من الثيمول، المنثول، eucalyptol ، و أحماض الميثيل ساليسيلات salicylate.
- استخدام الفرشاة، وتعتبر النوع المذبذب الأفضل، بالإضافة إلى استخدام الخيط السني أو الفرش اللثوية / جهاز ري الفم والذي يعمل على تنظيف ما بين الاسنان .[6][14]

في حالة المسببات الأخرى، يجب مراجعة الطبيب للتشخيص، وأحيانا يحتاج لتدخل الجراحي أو العلاج بالأدوية.
من الممكن علاج اللثة التام من الالتهابات، في كل الحالات تقريبا، وذلك بواسطة مراقبة ومعالجة طبقة الجراثيم التي تتراكم على الأسنان. العلاج السليم لطبقة الجراثيم يشمل التنظيف المهني لدى اختصاصي، مرتين كل سنة، إضافة إلى استعمال النصاح السني والحرص على تنظيف الأسنان بواسطة الفرشاة بشكل يومي.